# Mohammad Ali Dżamalzade

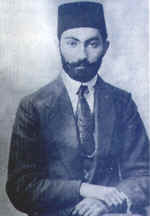
Mohammad Ali Dżamalzade

Mohammad Ali Dżamalzade, pers. محمد علی جمالزاده (ur. 13 stycznia 1892 w Isfahanie, zm. 8 listopada 1997 w Genewie) – irański pisarz uważany za pioniera współczesnej perskiej prozy, ważna postać irańskiego życia intelektualnego w XX wieku i tłumacz z języków europejskich na perski.
Był synem słynnego kaznodziei okresu rewolucji konstytucyjnej Dżamaloddina Esfahaniego (zm. 1908). Od szesnastego roku życia przebywał poza Iranem, ucząc się najpierw w Libanie, a potem kończąc prawo w Szwajcarii i Francji. W latach 1916–1922 współtworzył emigracyjne czasopismo Kawe w Berlinie i był to najbardziej twórczy okres w jego życiu. Od 1931 mieszkał w Genewie, gdzie pracował w Międzynarodowej Organizacji Pracy.
W 1921 opublikował zbiór krótkich opowiadań, Jeki bud jeki nabud (Był raz sobie...), które przyniosły mu sławę i są uważane za pierwszy przykład nowoczesnej perskiej prozy, czerpiącej z języka potocznego. Wrogie reakcje tradycyjnych kół literackich i klas religijnych sprawiły, że powrócił do twórczości literackiej dopiero po dwudziestu latach. Inne jego ważniejsze utwory to powieści Darol-madżanin (Dom wariatów, 1942), Gholtaszan diwan (Dyktator monarchii, 1946), Sahra-je mahszar (Pole sądu ostatecznego, 1947) i Raheab-name (Księga o wodociągu, 1948) oraz nowela Szurabad, która została przetłumaczona także na język polski.
Przez całe życie pozostał wierny oświeceniowemu ideałowi literatury, która miała dla niego wymiar moralistyczny i dydaktyczny. Poprzez swoją twórczość dążył do unowocześnienia Iranu i zmiany panującej tam autokracji. Był jawnym zwolennikiem przyswojenia przez Iran kultury zachodniej, ale jednocześnie obawiał się utraty tożsamości swojej ojczyzny w wyniku tego procesu, stąd dążąc do stworzenia nowoczesnego języka perskiego zarazem starał się zachować jego unikalny charakter.

## Życiorys

### Dzieciństwo i młodość
Był najstarszym dzieckiem słynnego kaznodziei okresu rewolucji konstytucyjnej Dżamaloddina Esfahaniego. Jego matką była Marjam Chanum, córka isfahańskiego notabla Mirzy Hasan-Bagher Chana. Początkowo pobierał tradycyjne nauczanie religijne, by później przenieść się do szkoły prowadzonej przez postępowego duchownego, gdzie nauczano także nieco arytmetyki i angielskiego. W 1902 rodzina przeniosła się do Teheranu i zaczął uczęszczać do jednej z niewielu ówcześnie nowoczesnych szkół, gdzie nauczano m.in. geografii, matematyki, arabskiego i francuskiego pod kierunkiem najlepszych nauczycieli. Dżamalzade nie miał jednak żadnego nauczyciela perskiego, którego później musiał uczyć się sam już podczas swojego pobytu za granicą. Jako najstarszy syn często brał także udział w aktywnościach swojego ojca, jako młody człowiek mając okazje poznać wiele najwybitniejszych osobistości ruchu konstytucyjnego.
W kwietniu 1908 został wysłany do Bejrutu by uczęszczać do Gimnazjum św. Łazarza, prowadzonego przez lazarytów. Kilka miesięcy później jego ojciec zginął w wyniku represji wobec politycznej opozycji wprowadzonych przez Mohammada Ali Szaha (1907 - 1909). To w gazetce szkolnej Gimnazjum św. Łazarza Dżamalzade miał publikować swoje pierwsze próby pisarskie. W 1910, po krótkim pobycie w Kairze, udał się najpierw do Paryża, a potem do Lozanny, gdzie zaczął studiować prawo. W 1911 przeniósł się do Dijon, gdzie ukończył prawo w 1914. W tym samym roku ożenił się z Josephine, swoją szwajcarską koleżanką ze studiów w Dijon.

### Okres berliński

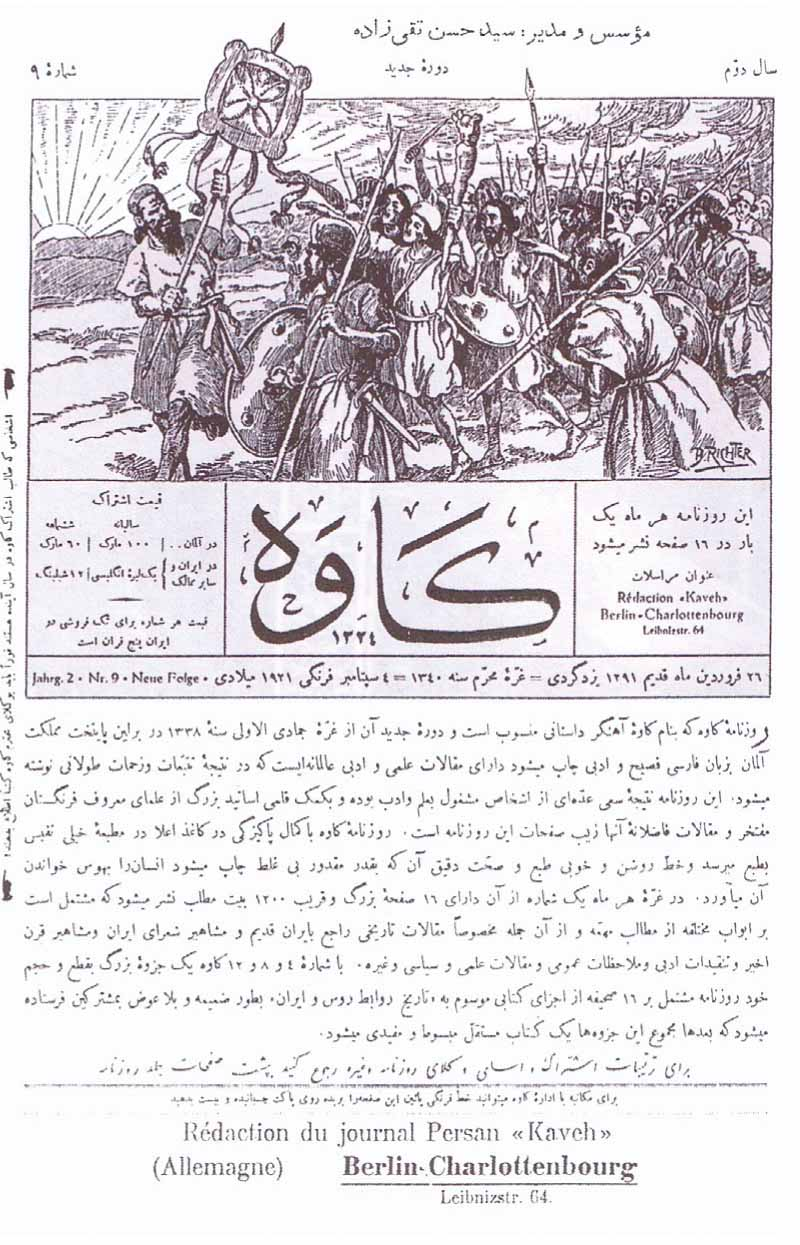
Pierwsza strona numeru czasopisma Kawe z 1921

Wkrótce po wybuchu I wojny światowej jeden z dawnych przywódców konstytucjonalistów, a obecnie irański działacz emigracyjny, Hasan Taghizade, zaprosił wybranych irańskich emigrantów przebywających w Europie do ustanowienia Komitetu Irańskich Nacjonalistów (pers. Komita-je Mellijun-e Irani) w Berlinie. Dżamalzade był jednym z najmłodszych członków grupy, do której oprócz niego należeli m.in. Mahmud Chan Ghazwini, Ebrahim Purdawud i Hosejn Kazemzade Iranszahr. Działający pod egidą niemieckiego rządu Komitet, który po raz pierwszy zebrał się w styczniu 1915, miał walczyć z kolonialnymi interesami Wielkiej Brytanii i Rosji w Iranie. W 1915 Dżamalzade znalazł się w Bagdadzie, gdzie wraz ze swoimi towarzyszami stworzył gazetę Rastakiz, istniejącą od sierpnia 1915 do marca 1916. Następnie próbowali oni wywołać powstanie kurdyjskich i lurskich plemion w Kermanszahu i Lorestanie, te działania zakończyły się jednak niepowodzeniem. Wraz z postępami rosyjskich armii w Iranie i brytyjskich w Iraku aktywiści musieli uciekać do Berlina. W 1917 wraz z innymi członkami Komitetu Dżamalzade wziął udział w Kongresie Socjalistycznym w Sztokholmie.
Podczas nieobecności Dżamalzade w Berlinie Taghizade i Ghazwini założyli czasopismo Kawe, które miało wychodzić od 24 stycznia 1916 do 30 marca 1922. W trakcie I wojny światowej miało ono wymiar przede wszystkim polityczny, jednak w styczniu 1920 Taghizade ogłosił, że Kawe będzie odtąd poświęcone głównie nauce, literaturze i historii. Miało ono walczyć o przyswojenie europejskiej cywilizacji w Iranie, promować perski język i literaturę, bronić narodowej jedności oraz walczyć o wolność w Iranie i poza nim. Czasopismo miało w Iranie liczne grono czytelników. Czas współpracy z Kawe był prawdopodobnie najpłodniejszym okresem w życiu Dżamalzade. Zachęcony do tego przez Ghazwiniego, zapoznał się wówczas z pracami europejskich orientalistów, takich jak E.G. Browne, Josef Markwart, Wilhelm Geiger i Oskar Mann. Bazując na ich pracach oraz własnych badaniach w latach 1916 - 1921 opublikował szereg artykułów na temat perskiego języka, poezji i historii, w tym serię piętnastu artykułów na temat historii stosunków Iranu z Rosją. W 1918 wydał także książkę Bezcenny Skarb. Gospodarcza historia Iranu, która została przychylnie oceniona przez Journal of the Royal Asiatic Society i przetłumaczona na niemiecki, chociaż jej publikacja w tym języku została wstrzymana ze względu na trudności wojenne.
Prawdziwą sławę przyniosło Dżamalzade wydanie w 1921 zbioru pięciu opowiadań Jeki bud jeki nabud (Był raz sobie...), który ze względu na swój lekceważący stosunek do obowiązujących dotychczas w literaturze perskiej konwencji wzbudził zarówno sensację, jak i ogromne kontrowersje, spotykając się z oskarżeniami o bluźnierstwo (szerzej na ten temat zobacz sekcja „Twórczość” poniżej). Pod koniec 1921 berlińskiej grupie zgrupowanej wokół Kawe skończyły się pieniądze i inne zasoby i musiano zaprzestać wydawania pisma. Dżamalzade znalazł zatrudnienie w ambasadzie Iranu w Berlinie, najpierw jako tłumacz, a potem dyrektor ds. studenckich. Nadal publikował artykuły o charakterze naukowym, był to jednak niestabilny i trudny okres w jego życiu, do czego przyczyniło się także poczucie niezadowolenia z zapanowania autokracji Rezy Szaha (1925 - 1941) w Iranie oraz śmierć jego żony.

### Okres genewski

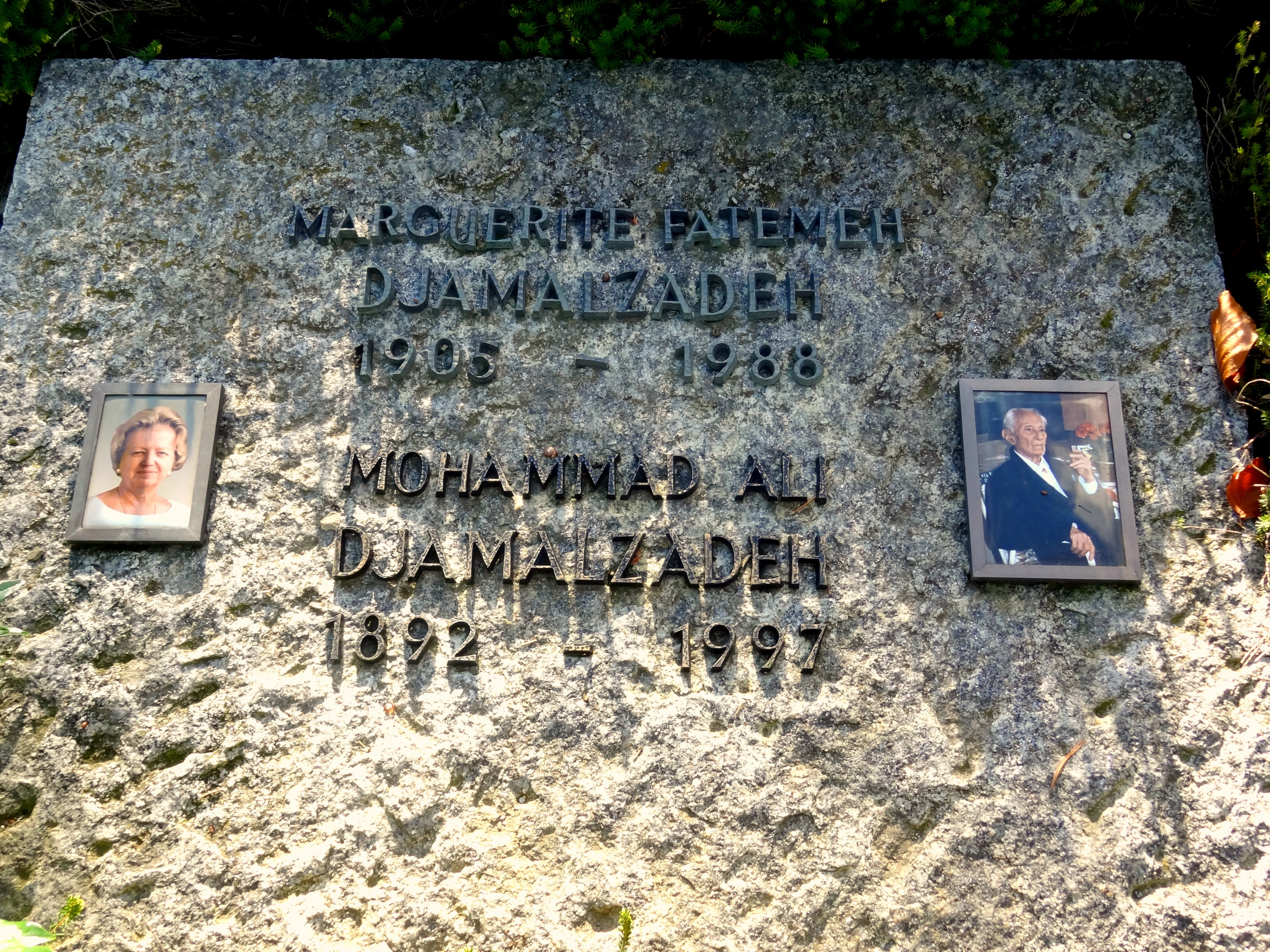
Grób Mohammada Dżamalzade i jego żony w Genewie

W 1931 poślubił swoją drugą żonę, Niemkę Margaret Eggert, i przeniósł się do Genewy, by zatrudnić się w Międzynarodowej Organizacji Pracy (ILO) przy ONZ. Pracował tam aż do swojej emerytury w 1956, monitorując warunki pracy głównie na Bliskim Wschodzie i w Azji Południowej i podróżując wraz z delegacjami ILO do Indii, Iraku, Iranu i Turcji. Jego naukowa i literacka twórczość uległa ponownemu ożywieniu po abdykacji Rezy Szaha w 1941, kiedy to opublikował szereg powieści, zbiorów opowiadań i publikowanych w nowo powstałych czasopismach artykułów. Począwszy od 1942 wydał takie powieści jak Darol-madżanin (Dom wariatów, 1942), Gholtaszan diwan (Dyktator monarchii, 1946), Sahra-je mahszar (Pole sądu ostatecznego, 1947) i Raheab-name (Księga o wodociągu, 1948). Opublikował także dramat/powieść Masume-je Szirazi (Masume z Szirazu, 1954) i kilka zbiorów opowiadań, takich jak Amu Hosejn-Ali (Wujaszek Hosejn Ali, 1942), Talk o Szirin (Słodkogorzkie, 1956), Szahkar (Arcydzieło, 1957), Kohne o now (Stare i nowe, 1959), Gajr az Choda hiczkas nabud (Nie było nikogo prócz Boga, 1960). Do później wydanych zbiorów opowiadań należały Aseman o risman (Kogut i byk, 1964), Ghesseha-je kuta bara-je riszdar (Krótkie historie dla brodatych dzieci, 1974) i Ghesse-je ma be sar resid (Koniec historii, 1978). Skompilował także słownik zwrotów kolokwialnych Farhang-e loghat-e amiane (1962) oraz tom poświęcony charakterystyce Irańczyków zatytułowany Cholghijat-e ma Iranian (1966).
Chociaż mieszkając w Genewie odwiedzał Iran jedynie przez krótkie okresy czasu to zachowywał łączność z intelektualnym i literackim życiem kraju czytając książki i czasopisma oraz korespondując z autorami. W rezultacie pozostawił po sobie obszerne tomy korespondencji, które zaczęły być publikowane już za jego życia. Począwszy od 1977 zaczął przekazywać swoje kolekcje książek oraz archiwa bibliotece Uniwersytetu Teherańskiego, zaś część tantiem ze swoich książek przeznaczał na stypendia, instytucje edukacyjne oraz różne organizacje dobroczynne w Isfahanie. Przez całe życie był przeciwnikiem autokracji i stąd z radością powitał rewolucję islamską, gdyż przyniosła ona ze sobą obalenie monarchii, którą postrzegał jako ucieleśnienie despotyzmu w irańskiej historii. Jeszcze w latach 80. miał nadzieję, że jakaś forma socjalizmu lub socjalisttycznej demokracji, właściwa specyficznie dla Iranu, okaże się idealnym typem rządu dla jego kraju. W sumie „w łatwości z jaką świętował obalenie monarchii i być może z dozą naiwności, jaka przyszła wraz z podeszłym wiekiem, nie potrafił lub nie wyobrażał sobie powstania innej formy dyktatury w ramach republiki o natywistycznej ideologii”. Zmarł w wieku 105 lat i został pochowany w Genewie.

## Twórczość

### Jeki bud jeki nabud
Jeki bud jeki nabud, debiutancki zbiór opowiadań Dżamalzade, zajmuje wyjątkowe miejsce zarówno w jego twórczości, jak i historii perskiej literatury. Te pięć krótkich humorystycznych opowiadań wbrew klasycznej konwencji literackiej nie tylko obfituje w kolokwializmy, „lecz w dodatku z europejskiego dystansu pokazuje w krytycznym świetle społeczne i polityczne obyczaje Irańczyków”. Były to pierwsze współczesne opowiadania w języku perskim i „ta książka położyła fundament pod współczesną prozę, wskazała kierunek pierwszemu pokoleniu twórców fikcji w Iranie oraz ustanowiła reputację Dżamalzade jako literackiej osobistości”.
Zbiór poprzedzał wstęp programowy, określający zadania nowej prozy, która miała być zrozumiała także dla mniej wykształconego czytelnika, a bawiąc i fascynując powinna przekazywać wiedzę o świecie, przedstawiać aktualne problemy, uczyć postaw obywatelskich i zaszczepiać krytycyzm. Pisarze powinni ożywić współczesny perski, unikając stylizowanego, specjalistycznego i zawiłego języka. Intencje Dżamalzade dobrze ukazuje już pierwsze opowiadanie, Farsi szekar ast (Perski jest słodki), w którym zwykły Irańczyk z prowincji, wtrącony do więzienia z nieznanych mu powodów, próbuje uzyskać informację co do przyczyn swej niedoli od napuszonego ulema oraz wykształconego na zachodzie modernisty. Obaj są jednak dla niego niezrozumiali, pierwszy ze względu na pompatyczne frazy swojego teologicznego arabsko-perskiego, drugi zaś ze względu na używanie dziwnych obcych słów właściwych dla młodego frankofona. „Jest to oryginalna i niezwykle śmieszna historia zawierająca wyśmienite parodie sposobów mówienia po persku przez europocentryczną i religijną elitę”.
Nowatorstwo Jeki bud jeki nabud zostało natychmiast rozpoznane i docenione przez wielu czytelników. Jednocześnie jednak ze względu na złamanie dotychczasowych literackich konwencji (w szczególności używanie potocznego perskiego) oraz zjadliwą satyrę dotykającą szczególnie klas religijnych książka wzbudziła ogromne zgorszenie i ataki tradycyjnych środowisk literackich, a nawet oskarżenia o bluźnierstwo. Ta mieszanka sławy i kontrowersji oraz gniew ulemów musiały mieć znajomy wydźwięk dla Dżamalzade, którego ojciec był przedmiotem ataków konserwatywnych klas religijnych w jego dzieciństwie. Na następne dwadzieścia lat Dżamalzade zamilkł i kolejne jego dzieła z zakresu literackiej fikcji pojawiły się dopiero w latach 40. 
Jeki bud jeki nabud zajmuje szczególne miejsce w historii perskiej literatury jako zbiór pierwszych krótkich opowiadań napisanych w tym języku, różny od tradycyjnych opowieści, które zazwyczaj działy się niejako poza konkretnym miejscem i czasem, zaś ich bohaterowie nie posiadali własnego głosu czy języka. W odróżnieniu od dotychczasowej dydaktycznej prozy ruchu konstytucyjnego opowiadania Dżamalzade zawierały w pełni rozwinięte fikcyjne postacie, a nie tylko słabo zarysowane karykatury. Zbiór był także pierwszym w perskiej literaturze przykładem europejskiego realizmu oraz napisany był bezpośrednim, współczesnym językiem perskim, którego korzenie można odnaleźć w publicystyce okresu konstytucyjnego.
Późniejsi krytycy wskazywali także na słabości prozy Dżamalzade, w szczególności zaś brak rozwoju postaci w jego opowiadaniach oraz fakt, iż często przypominają one bardziej pewne społeczne typy, niż całkowicie rozwinięte indywidualności. Pomimo wszelkich deklaracji Dżamalzade pozostał on zatem bliżej konwencji tradycyjnych perskich opowieści niż jego następcy, tacy jak Sadegh Hedajat czy Sadegh Czubak. To oraz lekki ton jego opowiadań może wyjaśniać dlaczego miał on mniejszy niż oni wpływ na pokolenie najmłodszych pisarzy.

### Powieści
Dżamalzade powrócił do pisania dzieł z zakresu literackiej fikcji dopiero po upadku Rezy Szaha w 1941, co było związane z poluzowaniem rygorów cenzury i nowym klimatem intelektualnym w Iranie. Jego pierwszą nową książką była powieść Darol-madżanin (Dom wariatów, 1942), historia domu wariatów w którym zamknięte są interesujące postacie posiadające swoje własne filozofie, zwyczaje i idiosynkrazje. Głównym motorem powieści jest humor, chociaż pojawia się w niej też krytyka społeczeństwa, w którym wrażliwe jednostki wolą żyć w odosobnieniu niż w społeczeństwie. W jednej z postaci tej powieści, Monsieur, można bez trudu rozpoznać sympatyczny portret Sadegha Hedajata.
Tematem Gholtaszan diwan (Dyktator monarchii, 1946) jest odwieczna walka dobra ze złem. Jej głównymi bohaterami są dwaj mieszkańcy Teheranu należący do klasy średniej: kupiec Hadżi Szejch i jego sąsiad, tytułowy Gholtaszan diwan. Zrażony do Hadżiego po tym gdy ten odmawia mu ręki swojej córki swoimi intrygami Gholtaszan ostatecznie doprowadza do jego ruiny i wzbudza ku niemu ogólną nienawiść, podczas gdy sam zostaje powszechnie szanowanym filantropem. Powieść rozgrywa się na tle współczesnej historii Iranu, w szczególności czasów rewolucji konstytucyjnej i I wojny światowej. Charakteryzuje ją umiejętne i kompleksowe przedstawienie głównych bohaterów uwikłanych w relacje z niezrównoważonym społeczeństwem. Z uwagi na powyższe oraz „gorzkie poczucie humoru piętnujące niesprawiedliwość niektórzy krytycy uznają Gholtaszan diwan za najdojrzalszą z powieści Dżamalzade”.
Sahra-je mahszar (Pole sądu ostatecznego, 1947) jest fantazją na temat Dnia Zmartwychwstania, inspirowaną prawdopodobnie pamfletem Roja-je sadegha (Prawdomówny sen) napisanym niegdyś przez ojca Dżamalzade. O ile jednak pamflet jego ojca miał wydźwięk poważny i jednoznacznie moralistyczny, przywołując odpowiedzialność despotów przed bożym sądem, to jego syn ucieka się do humoru i satyry, przedstawiając zaświaty jako miejsce, gdzie od kary można uciec za pomocą sprytnych słów lub żartu, zdobywającego przychylność Boga. Generalnie Boga i jego aniołów charakteryzuje miłosierdzie i wyrozumiałość, jednak nie mają oni litości dla przedstawicieli klas religijnych, których grzechy są znacznie cięższej natury niż innych ludzi. W końcowej części powieści narrator prowadzi filozoficzną dyskusję z Szatanem, który pozostaje w dobrych stosunkach z Bogiem i wyprasza u niego jego powrót na Ziemię.
Głównym bohaterem Raheab-name (Księga o wodociągu, 1948) jest studiujący w Europie student, który po powrocie do Iranu na letnie wakacje podejmuje się naprawy drenażu w zepsutej instalacji wodnej swojego sąsiedztwa, która była tradycyjnym elementem siedzib ludzkich w Iranie zanim zaczęto zakładać kanalizację na wzór zachodni (zob. Kanat). Na własny koszt i po pokonaniu wielu trudności udaje mu się doprowadzić drenaż do porządku, ale po zakończeniu prac okazuje się, że jego sąsiedzi, pomimo wcześniejszych uzgodnień, nie chcą mu zwrócić jego wydatków. Naiwny i kulturalny student nie jest teraz w stanie wrócić do Europy i zmuszony jest opuścić dom swoich przodków. Pozbawiony złudzeń i przeklinając moralny upadek swoich rodaków szuka schronienia w malutkim pokoiku przy dziedzińcu miejscowej świątyni. W odróżnieniu od wielu innych książek Dżamalzade  Kroniki drenażu są dziełem od początku przemyślanym i wyjątkowo spójnym, bardzo jasno wykładającym racje autora. Z uwagi na powyższe oraz znakomitą charakterystykę współczesnych Irańczyków są one uznawane za jedną z jego najlepszych powieści.

### Późniejsze zbiory opowiadań
Generalnie utwory zawarte w późniejszych zbiorach opowiadań Dżamalzade uważane są za gorsze od tych z Jeki bud jeki nabud. Niektóre z nich zostały napisane dużo wcześniej i wydane w różnych czasopismach, przy czym wśród nich takie jak Kabab-e ghaz (Pieczona kaczka), Ghajr az Choda hiczkas nabud, Palang (Leopard), Noparast (Modernista) i Doszman-e kuni (Śmiertelny wróg) są słynne albo ze względu na ich humor, albo świeżość, wigor i patos charakteryzujące wczesną twórczość Dżamalzade. Poza tym jednak zaczyna dominować rozwlekłość, wylewność i zaduma okraszone poetyckimi cytatami i przysłowiami. Część z tych późniejszych krótkich form koncentruje się na poetyckich i filozoficznych spekulacjach, podczas gdy przedmiotem innych są warunki życia w skorumpowanym społeczeństwie współczesnego Iranu lub rozgoryczenie młodych współczesnych intelektualistów. Spośród tych późniejszych historii ze szczególnie przychylnym przyjęciem krytyki spotkała się Szurabad, która została przetłumaczona m.in. na niemiecki, francuski i włoski (ta nowela została przełożona także na język polski i ukazała się w czwartym numerze Przeglądu Orientalistycznego z 1963).
W sumie wydaje się istnieć ostre rozgraniczenie pomiędzy wczesnymi dziełami fikcji literackiej napisanymi przez Dżamalzade oraz jego późniejszymi tworami. Te wcześniejsze charakteryzowało nowatorstwo formy i oryginalność idei, cięty humor, spójność oraz wierność klasycznym podziałom w ramach opowiadania (rozwój, punkt kulminacyjny, rozwiązanie). Późniejsza twórczość zaczyna natomiast przejawiać tendencje do rozwlekłości, uwag z pozycji mędrca oraz mistycznych i filozoficznych spekulacji. Korzysta także często z klasycznej poezji, przy czym brakuje w niej czasami ładu i porządku. W swojej późniejszej twórczości w coraz większym stopniu rezygnował z fikcji na rzecz erudycji. Styl Dżamalzade, charakteryzujący się częstym używaniem (aż do nadużywania) kolokwializmów pozostał jednak w dużej mierze taki sam przez całe jego życie.

### Przekłady
Znający biegle francuski, niemiecki i arabski Dżamalzade był zdolnym tłumaczem. Jego przekłady Bernardina de Saint Pierre, Moliera, Ibsena, Schillera i Van Loona były publikowane w różnych perskich czasopismach. Napisał także wiele artykułów na temat europejskich pisarzy i intelektualistów, w tym m.in. Maksima Gorkiego, Friedricha Nietzsche, Jamesa Joyce'a i Anatole France'a, chcąc przybliżyć ich perskiej czytającej publiczności.